# Polovragi
Polovragi é uma comuna romena localizada no distrito de Gorj, na região de Oltênia. A comuna possui uma área de 84.95 km² e sua população era de 2948 habitantes segundo o censo de 2007.